# Moineville
Moineville és un municipi francès situat al departament de Meurthe i Mosel·la i a la regió del Gran Est. L'any 2007 tenia 1.079 habitants.

## Demografia

### Població
El 2007 la població de fet de Moineville era de 1.079 persones. Hi havia 408 famílies, de les quals 95 eren unipersonals (41 homes vivint sols i 54 dones vivint soles), 115 parelles sense fills, 177 parelles amb fills i 21 famílies monoparentals amb fills.
La població ha evolucionat segons el següent gràfic:
Habitants censats

### Habitatges
El 2007 hi havia 427 habitatges, 416 eren l'habitatge principal de la família i 11 estaven desocupats. 368 eren cases i 58 eren apartaments. Dels 416 habitatges principals, 319 estaven ocupats pels seus propietaris, 87 estaven llogats i ocupats pels llogaters i 10 estaven cedits a títol gratuït; 12 tenien una cambra, 26 en tenien dues, 49 en tenien tres, 99 en tenien quatre i 230 en tenien cinc o més. 337 habitatges disposaven pel capbaix d'una plaça de pàrquing. A 184 habitatges hi havia un automòbil i a 198 n'hi havia dos o més.

### Piràmide de població
La piràmide de població per edats i sexe el 2009 era:
| Homes | Edats   | Dones |
| ----- | ------- | ----- |
| 4     | 95 o +  | 0     |
| 0     | 90 a 94 | 0     |
| 0     | 85 a 89 | 0     |
| 8     | 80 a 84 | 8     |
| 4     | 75 a 79 | 12    |
| 16    | 70 a 74 | 4     |
| 20    | 65 a 69 | 28    |
| 28    | 60 a 64 | 12    |
| 8     | 55 a 59 | 40    |
| 28    | 50 a 54 | 24    |
| 52    | 45 a 49 | 20    |
| 12    | 40 a 44 | 36    |
| 56    | 35 a 39 | 48    |
| 40    | 30 a 34 | 40    |
| 28    | 25 a 29 | 32    |
| 20    | 20 a 24 | 4     |
| 24    | 15 a 19 | 12    |
| 28    | 10 a 14 | 24    |
| 48    | 5 a 9   | 40    |
| 28    | 0 a 4   | 16    |

## Economia
El 2007 la població en edat de treballar era de 728 persones, 536 eren actives i 192 eren inactives. De les 536 persones actives 488 estaven ocupades (278 homes i 210 dones) i 48 estaven aturades (23 homes i 25 dones). De les 192 persones inactives 55 estaven jubilades, 60 estaven estudiant i 77 estaven classificades com a «altres inactius».

### Ingressos
El 2009 a Moineville hi havia 404 unitats fiscals que integraven 1.066,5 persones, la mediana anual d'ingressos fiscals per persona era de 18.295 €.

### Activitats econòmiques
Dels 31 establiments que hi havia el 2007, 2 eren d'empreses alimentàries, 4 d'empreses de fabricació d'altres productes industrials, 10 d'empreses de construcció, 3 d'empreses de comerç i reparació d'automòbils, 1 d'una empresa de transport, 2 d'empreses d'hostatgeria i restauració, 2 d'empreses financeres, 1 d'una empresa immobiliària, 3 d'empreses de serveis, 2 d'entitats de l'administració pública i 1 d'una empresa classificada com a «altres activitats de serveis».
Dels 10 establiments de servei als particulars que hi havia el 2009, 2 eren guixaires pintors, 1 fusteria, 3 lampisteries, 1 electricista, 2 empreses de construcció i 1 restaurant.
Dels 2 establiments comercials que hi havia el 2009, 1 era una fleca i 1 una peixateria.
L'any 2000 a Moineville hi havia 4 explotacions agrícoles.

## Equipaments sanitaris i escolars
El 2009 hi havia 1 escola maternal integrada dins d'un grup escolar amb les comunes properes formant una escola dispersa i 1 escola elemental integrada dins d'un grup escolar amb les comunes properes formant una escola dispersa.

## Poblacions més properes
El següent diagrama mostra les poblacions més properes.